# Штандинский сельсовет
Штандинский сельсовет — сельское поселение в Балтачевском районе Башкортостана Российской Федерации.
Административный центр — деревня Штанды.

## История
Статус и границы сельского поселения установлены Законом Республики Башкортостан от 17 декабря 2004 года № 126-З «О границах, статусе и административных центрах муниципальных образований в Республике Башкортостан»

## Население
| 2002 | 2009  | 2010  | 2012 | 2013 | 2014 | 2015 |
| ---- | ----- | ----- | ---- | ---- | ---- | ---- |
| 1216 | ↘1193 | ↘1015 | ↘991 | ↘945 | ↘925 | ↘899 |
| 2016 | 2017  |       |      |      |      |      |
| ↘894 | ↘887  |       |      |      |      |      |

## Состав сельского поселения
| № | Населённый пункт | Тип населённого пункта          | Население |
| - | ---------------- | ------------------------------- | --------- |
| 1 | Штанды           | деревня, административный центр | ↘568      |
| 2 | Мата             | деревня                         | ↘407      |
| 3 | Ардагыш          | деревня                         | ↘37       |
| 4 | Новотошкурово    | деревня                         | ↘2        |
| 5 | Сандугач         | деревня                         | →1        |
| 6 | Явьязы           | деревня                         | →0        |